# El gallo de oro (película de 1964)
El gallo de oro es una película de drama rural y deporte mexicana, dirigida por Roberto Gavaldón y protagonizada por Ignacio López Tarso y Lucha Villa. Esta película presenta el primer papel protagónico de la cantante y actriz Lucha Villa, luego de su debut cinematográfico en Los apuros de dos gallos (1963).
El guion de esta película está basado en el libro del mismo nombre, de Juan Rulfo, cuya adaptación fue realizada por Carlos Fuentes, Gabriel García Márquez y el mismo Gavaldón; fue estrenada el 18 de diciembre de 1964 en el cine Alameda.

## Argumento
Un pobre pregonero, tras la muerte de su madre, ve su suerte cambiada por un gallo. Al asistir a una feria, le regalan el gallo perdedor de una pelea, el cual se encontraba ya en muy mal estado. Con cariños y cuidado, Dionisio Pinzón, el pregonero, logra hacer que el gallo se recupere y vuelva a las peleas, presentándolo como su "gallo de oro". Tras ganarle a uno de los gallos del famoso gallero Lorenzo Benavides, este último se empeña en adquirir al gallo de oro y asociarse con Pinzón. Con la ayuda de la "Caponera", Benavides se asocia con Pinzón, sin embargo este trato no dura mucho y al final estos dos se enfrentan en una última pelea de gallos.

## Reparto
- Ignacio López Tarso como Dionisio Pinzón.
- Lucha Villa como la Caponera, Bernarda Cutiño.
- Narciso Busquets como Lorenzo Benavides.
- Carlos Jordán como Esculapio Virgen.
- Agustín Isunza como Secundino.
- Enrique Lucero como "El Chinaco".
- Agustín Fernández como "El Yaqui".
- Lina Marín.

## Origen y producción
A pesar de que la publicación del libro El gallo de oro fue en 1980, el argumento cinematográfico fue escrito desde 1956 por Juan Rulfo, esto se sabe gracias a dos textos periodísticos facilitados por Víctor Jiménez (Director de la Fundación Juan Rulfo); sin embargo la fecha en la que terminó el escrito es incierta, pero se cree que fue hasta finales de 1958. Con la ayuda de Gabriel García Márquez y Carlos Fuentes, Roberto Gavaldón logró llevarlo al cine. Se atribuye la creación de esta obra a la búsqueda de Rulfo por explorar nuevos retos artísticos y su fascinación por lo visual. En el año 1964 el nombre Juan Rulfo aparece en los créditos de tres cintas; tras este año su participación en la cinematografía fue disminuyendo.
El rodaje de esta película ocurrió entre junio y julio de 1964. Muchas escenas de la película fueron realizadas en la Peña de Bernal, San Juan del Río, Zacatecas y Tlaquepaque. Para las peleas de gallos fue necesario que el gallo que tenía que resultar ganador usara navajas de acero, mientras que el otro usaba navajas de madera.

Le divertía mucho [a García Márquez] el que mi gallo se "malentonaba" porque le ponían navajas de acero, navajas filosas, y al otro pobre le ponían navajas de madera.
Ignacio López Tarso

## Elementos que la componen
Esta película está rodeada del elemento del azar y el de la suerte, siendo los que deciden el destino de los personajes, desde el primer golpe de suerte que tiene el pregonero al recibir su gallo ganador, hasta los distintos giros que va dando la vida del imponente Don Lorenzo Benavides. La idea del azar se ve materializada en la figura de la Caponera, ya que, tanto Dionisio como Lorenzo la ven con su símbolo de buena suerte y cuando no se encuentran cerca de ella, sufren un mal destino.
Otro símbolo muy presente es la ambición. Ésta se ve mucho más presente en el personaje de Lorenzo. Por el lado contrario se logra observar la pobreza y la mala fortuna del pregonero Dionisio Pinzón.

### Elementos mexicanos

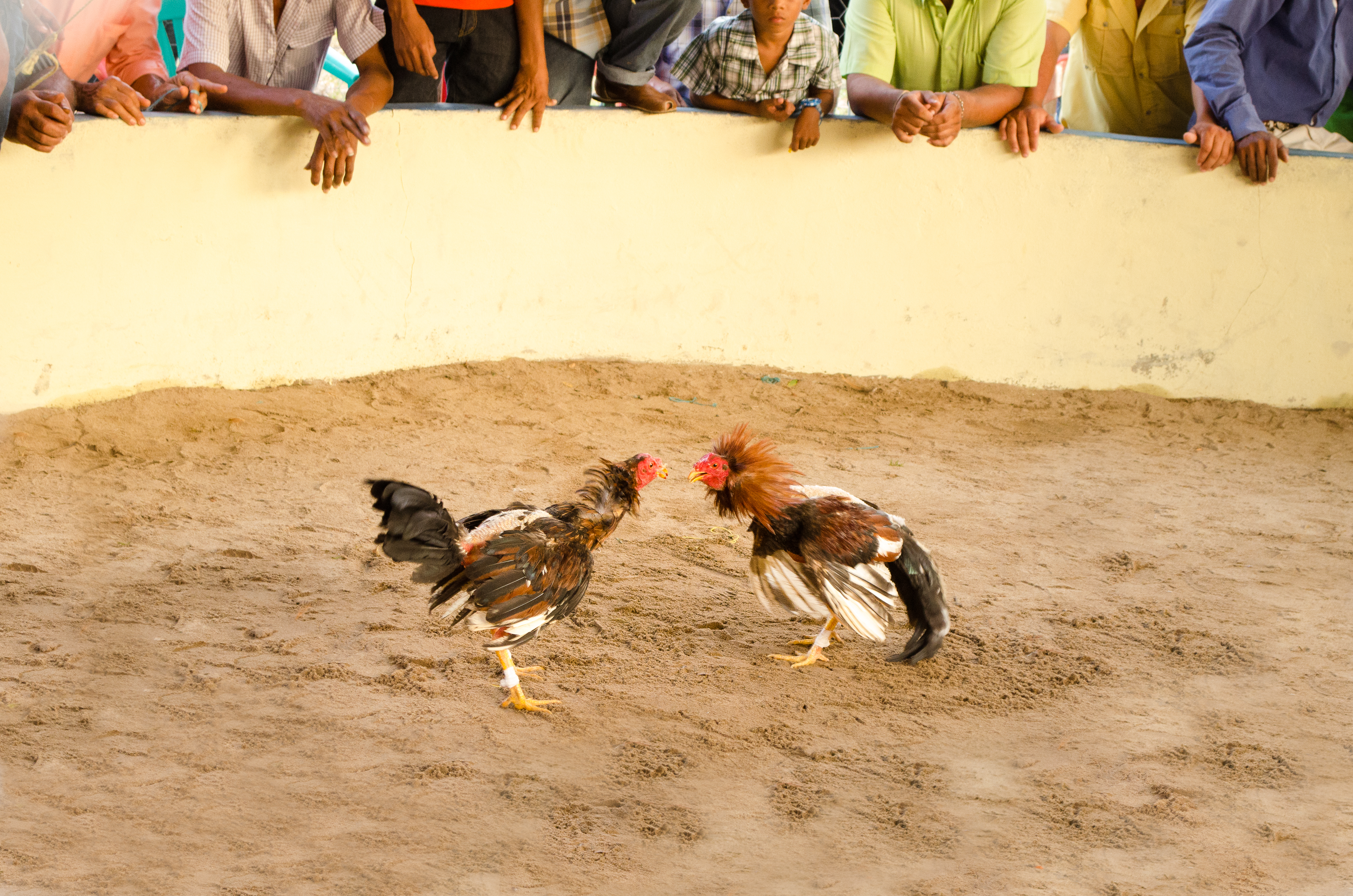
Pelea de gallos

El núcleo principal de la película son las peleas de gallos, muy comunes tanto en las ferias como en los palenques de aquellas épocas. Las peleas de gallos que se llevan a cabo dentro de la película siguen todos los pasos de las hechas en los verdaderos palenques.
En esta película se destacan los paisajes mexicanos de los distintos sitios en los que se grabó la película. La Peña de Bernal, descrita por López Tarso como una "peña maravillosa", es el paisaje al que más se recurre a lo largo de la película. Por otro lado, las escenas en el palenque de San Juan del Río, Tlaquepaque y la feria de Zacatecas muestran la importancia de las ferias como tradiciones mexicanas durante esa época. Se luce el panorama del llamado "México ranchero", resaltando el aspecto festivo.
Con la voz de Lucha Villa, se le dio vida a distintas canciones de escritores mexicanos. Canciones como: "Amanecí en tus brazos" de José Alfredo Jiménez, "El gusto", "El gavilancillo", ambas de Rubén Fuentes y Silvestre Vargas, "Renunciación" de Antonio Valdez Herrera, entre otras, se escuchan en distintas escenas de la película. A lo largo del filme, también se pueden apreciar algunas canciones típicas y vestidos regionales con los que la Caponera se presenta cuando canta en público.

## Crítica
Carlos Fuentes, Gabriel García Márquez y Gavaldón ganaron Diosas de Plata en 1965, Lucha Villa ganó una Diosa de Plata como mejor actriz y la película ganó una Diosa de Plata a la mejor película. A pesar de estos premios, algunos críticos han coincidido que la película pierde la textura de la obra original, incluso Alberto Vital alude a la poca atención que le dio Juan Rulfo a la publicación de la novela El gallo de oro, al que él llama el "fracaso" hecho por Gavaldón. La principal crítica que hacen los que no apoyan la versión cinematográfica es el hecho que esta versión se presenta de forma más folclórica, mientras que Rulfo buscaba siempre una imagen de mayor sencillez. Algunos llegan a poner por encima a la segunda película basada en la novela El gallo de oro, llamada El imperio de la fortuna, al mostrar un mundo más apegado al de la literatura de Rulfo, uno más sombrío y menos esperanzador; sin embargo, tampoco es completamente fiel a la novela de Rulfo.
En la Cátedra Interamericana “Carlos Fuentes” (CICF), realizada en la Universidad Veracruzana el 25 de abril de 2014, el director del Instituto Mexicano de Cinematografía (IMCINE), Jorge Sánchez Sosa, habló sobre las aportaciones de Carlos Fuentes al cine mexicano. En esta plática mencionó que en "El gallo de oro" se hace una revisión verdaderamente maravillosa de lo que es ese género dentro del cine mexicano", refiriéndose con ese género al llamado melodrama ranchero o cine campirano, retomando temas presentes en la época de Oro del cine mexicano.
El gallo de oro se encuentra en la posición número 41 de la lista realizada por SOMOS, con la ayuda de críticos e historiadores, de las 100 mejores películas del cine mexicano.